# 7925 Shelus
7925 Shelus è un asteroide della fascia principale. Scoperto nel 1986, presenta un'orbita caratterizzata da un semiasse maggiore pari a 3,1427234 UA e da un'eccentricità di 0,1928158, inclinata di 1,59759° rispetto all'eclittica.